# Hetzeberg
Der Hetzeberg ist eine 359,9 m hohe Erhebung und markiert die Flurgrenze zwischen den Ortsteilen Ettenhausen an der Suhl und Oberrohn der Stadt Bad Salzungen im Wartburgkreis in Thüringen.
Der nur teilweise bewaldete Hetzeberg liegt am Ostrand des Frauenseer Forst und wird seit Jahrhunderten landwirtschaftlich genutzt. Der Name nimmt Bezug auf die gleichnamige Kleinsiedlung Hetzeberg.
Über den Berg verläuft die einstige Landesgrenze zwischen den Herzogtümern Sachsen-Meiningen und Sachsen-Eisenach, belegt durch mehrere Schönwappensteine. Als nördliche Fortsetzung tritt der zu Weißendiez gehörende Seebigsrain an der westlichen Ettenhäuser Flurgrenze in Erscheinung.